# Gaston Lagaffe

Gaston Lagaffe

Gaston Lagaffe là nhân vật chính trong bộ truyện tranh Gaston, được xuất bản năm 1957 bởi nhà hoạt hình người Bỉ André Franquin trên một cuốn tạp chí truyện tranh Bỉ, Spirou. Anh ta đã trở thành một biểu tưởng văn hoá phổ biến ở Pháp, và từ năm 1980 cũng xuất hiện trên các hàng hoá. La gaffe, trong tiếng Pháp, có nghĩa là "tên khờ", "kẻ hay mắc những sai lầm ngớ ngẩn".
Franquin cũng là người tạo hình bộ truyện tranh Spirou và Fantasio, và Gaston lúc đầu là những ô tranh riêng lẻ trên tạp chí Spirou, đôi lúc còn xuất hiện trong những câu chuyện về Spirou và Fantasio. Gaston xuất hiện trên tạp chí Spirou' từ năm 1957 đến 1997 khi Franquin qua đời.
Gaston Lagaffe có nhiều tên khác nhau theo từng bản dịch, ví dụ ở Hà Lan gọi là Guust Flater; còn ở Na Uy gọi là Viggo. Ở phần lớn châu Âu, bộ truyện tranh này rất nổi tiếng, ngoại trừ vài trang của bản dịch bởi Fantagraphics đầu thập niên 1990, không có bản dịch tiếng Anh. Trong bản dịch này, Gaston được gọi là Gomer Goof.
Năm 1996 Franquin được mời đến dự buổi khánh thành bức tượng Gaston Lagaffe, nằm trên đại lộ Pachéco ở Brussels.

## Các nhân vật

### Gaston Lagaffe

Gaston Lagaffe, anh hùng không có nghề nghiệp (le héros sans emploi) làm việc cho văn phòng tờ Journal de Spirou. Ngay từ đầu Gaston đã được miêu tả là một kẻ lười biếng, một kẻ ngốc, hay bị lạc đường, tìm được ra cách làm cháy bình chữa lửa, hay làm ngập nước cả văn phòng... Những trò ngốc của anh ta đã làm nên cái họ Lagaffe. Một đề tài hay xuất hiện là những trò ngốc của Gaston nhằm ngăn chặn ông chủ ký hợp đồng quan trọng với một doanh nhân tên là Monsieur De Mesmaeker. Anh ta dành phần lớn thời gian để trốn việc bằng cách núp trong tủ áo, hay ngủ gật trong giờ làm việc...
Mặc dù lười biếng, Gaston vẫn sáng chế ra nhiều vật dụng nhằm làm cho công việc dễ dàng hơn. Bình thường, nhưñg vật dụng này là viễn tưởng và làm hại chính anh ta. Khi đó anh ta thường biểu lộ sự ngạc nhiên, nỗi buồn hay sự xấu hổ chỉ bằng câu "M'enfin ?" (có thể dịch là "Ôi thôi nào").
Có thể kể tên vài phát minh của Gaston như máy thắt cà vạt, ấm nước siêu âm, đèn đường trong phòng khách, gạt tàn hơi, một dụng cụ gọi là "tất-cả-trong-một" dành cho muỗi, chuột chũi và gà, một cái gương chiếu hậu cho khách bộ hành... Với một tâm hồn âm nhạc, anh ta đã tạo ra một vài nhạc cụ sinh động, nhất là cái "gaffophone", với một âm thanh không thể định rõ là tiếng vỡ cửa sổ, tiếng bể đèn chùm hay là có máy bay phản lực đang bay trên đầu nữa. Những thành viên nhạy bén của đội Hoà bình xanh đã thuê thứ nhạc cụ này để bảo vệ cá voi khỏi các người đánh bắt bằng cách dọa chúng bỏ khu vực. Anh ta cũng chơi nhiều nhạc cụ khác (thật đáng sợ), như là guitar, kèn tuba, kèn trombone... Như là một đầu bếp tài năng, Gaston biết làm nhiều món ăn ngon, như là món cá tuyết dâu, cá tuyết dứa, bánh crếp bóng khí nóng (gồm cả tai nạn do dùng thuốc màu).
Cuối cùng, Gaston có xúc cảm đặc biệt về sinh thái học và rất thích mấy con thú nhỏ của mình: một con mèo hiếu động, một con chim mòng biển, một con cá vàng vài con chuột. Nhưng vì căn hộ của anh ta quá nhỏ nên anh ta phải nuôi tất cả mấy con thú đó trong văn phòng. Điều này càng trở nên phiền toái khi anh ta mang về văn phòng một con bò (hay con heo gì đó) mà anh thắng trong một cuộc thi, đặc biệt là khi con thú đó cố ăn mấy giấy tờ quan trọng của mấy người đồng nghiệp Gaston...
Tóm lại, Gaston là một đứa trẻ to xác, một con người vụng về với một tấm lòng tốt bụng.

### Fantasio
Fantasio là một trong những nhân vật chính trong bộ truyện tranh này. Là ông chủ, cấp trên của Gaston, ta thường thấy mỗi khi Fantasio cố gắng ký hợp đồng với ngài Monsieur De Mesmaeker thì không khi nào không có sự gián đoạn do Gaston gây ra... Thật lạ là nhân vật Fantasio trong những cuộc phiêu lưu với Spirou, anh là biểu tượng năng động, sáng tạo, trái ngược hẳn với vẻ nghiêm túc của Spirou; vậy mà trong Gaston, anh là một người thẳng tính với mấy trò hề ngốc nghếch của Gaston.

### Spirou
Spirou cũng xuất hiện vài cảnh tượng trưng, thường là đi đôi với Fantasio. Cả Fantasio và Spirou đã không xuất hiện trong bộ truyện tranh này, sau khi André Franquin từ bỏ bộ Spirou và Fantasio sau tập "Món súp Champignac".

### Léon Prunelle
Prunelle là người nối nghiệp Fantasio làm ông chủ Gaston, và lại tiếp tục những cố gắng vô ích từ Fantasio nhằm ký hợp đồng với ông De Mesmaeker. Ông ta đã thề sẽ trở thành "Người bắt Gaston phải làm việc", và luôn săn đuổi Gaston để đề phòng anh này trốn hoặc nghỉ việc. Ông cũng cố gắng tách Gaston ra khỏi mấy trò nấu nướng, sáng tạo máy móc, và khỏi mấy trò ngốc.

### Tiểu thư Jeanne
Tiểu thư Jeanne (Mademoiselle Jeanne, Gaston phát âm là "M'oiselle Jeanne") là một đồng nghiệp của Gaston, và cô nàng xuất hiện trong một vai trò đặc biệt. Bởi vì, cô nàng khoái Gaston, cũng giống như anh chàng này khoái cô vậy.
Jeanne có một lòng ngưỡng mộ bất diệt với Gaston. Cô ngưỡng mộ tài năng, lòng dũng cảm, khả năng đương đầu thử thách của anh dù có đối mặt với những thứ điên khùng nhất... Còn Gaston, anh chàng này có lần đã quá khích tới mức mượn một cái thang lớn của sở cứu hoả (nhờ được mấy người bạn giúp đỡ) để tới thăm cô nàng khi cô vừa cãi nhau với mẹ. Anh cũng liên tiếp làm cô nàng thất vọng từ lần này sang lần khác. Ví dụ, có lần Jeanne tin rằng Gaston đang khắc một trái tim có tên của hai người lên vỏ cây, nhưng thực ra là anh chàng chỉ đang ráng vẽ một cái mặt.
Tuy nhiên quan hệ giữa hai người này rất trong sáng. Họ gọi nhau là "mình", phần lớn thời gian gặp nhau trong văn phòng, còn rất hiếm khi hẹn hò.

### Những người bạn khác
Jules-de-chez-Smith-en-face (Jules của nhà Smith bên kia đường) là một người bạn tốt của Gaston. Anh ta "làm việc" trong văn phòng đối diện văn phòng của Gaston, phía bên kia con đường. Anh chàng này cũng là một thằng khờ, giống hệt Gaston.
Bertrand Labévue là một người bạn nữa của Gaston, cũng là một người anh họ. Cái tên của anh ta nói lên anh ta cũng là một thằng khờ chính hiệu (la bévue là một cái từ đồng nghĩa khác của từ "Thằng ngốc").
Ngoài ra còn có nhiều nhân vật như Joseph Longtarin, ông cảnh sát gần khu vực văn phòng Spirou. Ông này thường xuyên trở thành nạn nhân mấy trò phá bĩnh của Gaston cùng mấy người bạn. Hay ông Aimé De Mesmaeker, một doanh nhâu giàu có, nhà có hẳn một phản lực riêng (cho tới khi bị Gaston phá), luôn cố ký kết hợp đồng với ông chủ Fantasio hay Prunelle của Gaston...